# University of Sunderland
Sunderlandská univerzita je britská univerzita, která se nachází v Sunderlandu v severovýchodní Anglii. Na této univerzitě studuje více než 10 000 studentů včetně více než 7 000 zahraničních studentů z přibližně sedmdesáti zemí.
Univerzita byla jmenována Nejlepší anglickou univerzitou pro studentskou praxi.[kdy?] Univerzita je také jednou z 31 britských univerzit poskytujících New Route PhD jako alternativu k tradičnímu Ph.D.[zdroj?]